# روابط ایران و زیمبابوه
روابط ایران و زیمبابوه روابط خارجی بین ایران و زیمبابوه است. سفارت جمهوری اسلامی ایران در سال ۱۳۶۱ در هراره پایتخت زیمبابوه افتتاح شد و جمهوری زیمبابوه نیز در سال ۲۰۰۳ سفارت خود را در تهران تأسیس کرد.

## پیشینه
زیمبابوه جزء کشورهای مترقی قاره آفریقا است. این کشور از اعضای فعال جنبش عدم تعهد است که سال‌ها علیه رژیم آپارتاید در آفریقای جنوبی مبارزه کرد. این کشور پس از استقلال خود در سال ۱۹۸۰ ارتباط خوبی با ایران برقرار کرد و مبارزان اهل زیمبابوه با اعزام هیاتی از نمایندگان این کشور به ایران، در سال ۱۹۸۰ با سید روح‌الله خمینی در قم دیدار کردند.

## روابط سیاسی
در سال ۱۳۶۴ در چهارچوب روابط دوجانبه رئیس‌جمهور وقت ایران از این کشور دیدار داشت. در سال ۱۳۶۵ رئیس‌جمهور وقت ایران به منظور شرکت در هشتمین اجلاس سران جنبش عدم تعهد، به زیمبابوه سفر کرد. از آن زمان به بعد سه رئیس‌جمهوری بعدی ایران نیز از زیمبابوه دیدار کرده‌اند. سفارت جمهوری اسلامی ایران در سال ۱۳۶۱ در هراره افتتاح شد و جمهوری زیمبابوه نیز در سال ۲۰۰۳ سفارت خود را در تهران تأسیس کرد. رابرت موگابه رئیس‌جمهور سابق زیمبابوه پنج بار به تهران سفر کرده‌است. در تیرماه ۱۴۰۲ رئیس‌جمهور وقت ایران از این کشور بازدید داشت.
در اردیبهشت 1404 رئیس‌جمهور وقت ایران با معاون رئیس جمهور زیمبابوه در حاشیه برگزاری سومین اجلاس همکاری‌های اقتصادی ایران و آفریقا، دیدار و گفتوگو کرد. همچنین اوپا موچینگوری کشیری، وزیر دفاع زیمباوه، در تهران با وزیر دفاع ایران دیدار و مذاکره کرد.

## تجارت
ارزش کل روابط تجاری ایران و زیمبابوه به ۱۳ میلیون و ۹۰۰ هزار یورو است که از این میزان سه میلیون و نهصد هزار یورو ارزش صادرات ایران به زیمبابوه است. مهم‌ترین کالای صادراتی زیمبابوه به ایران، تنباکو و مهم‌ترین اقلام صادراتی ایران به زیمبابوه نیز شامل قیر، اوره، مقادیری لاستیک خودرو و اقلام پلاستیکی است. عدم آشنایی تجار و بخش خصوصی ایران از بازار زیمبابوه، عدم ریسک پذیری برای تحرک بخشی و اتخاذ راهکارهای اقتصادی و تجاری منطبق با وضعیت تحریمی دو کشور از سوی بخش‌های دولتی، وجود تحریم‌های اروپا و آمریکا علیه دو کشور و عدم ارتباطات بانکی و مالی فعال نقشی بازدارنده در توسعه فرایند روابط اقتصادی و تجاری دو کشور در سالیان گذشته داشته‌است. در تیرماه ۱۴۰۲ تفاهم‌نامه همکاری میان شرکت تراکتورسازی ایران و شرکت ماگای زیمبابوه جهت صادرات تراکتور به زیمبابوه امضا شد. همچنین موافقت شد از این کشور صادرات تراکتور به جنوب آفریقا انجام شود. فعال‌سازی خط تولید توتون و تنباکو به کمک فناوری ایرانی و صادرات دارو و کود شیمیایی از ایران مورد موافقت دو کشور است.

## گردشگری
ایرانیان ساکن در زیمبابوه بالغ بر ۳۵ نفر هستند که در حوزه‌های تجارت و خدمات فعالیت دارند. فقدان خط پروازی مستقیم بین دو کشور از جمله دلایل عدم رونق گردشگری است. طبق توافق مقامات دو کشور برای گذرنامه‌های سیاسی و خدمت لغو روادید صورت گرفته و برای گذرنامه‌های عادی نیز تسهیلات صدور ویزا در فرودگاه به صورت متقابل فراهم شده‌است.